# غاري أندرسن
غاري أندرسن (بالإنجليزية: Gary Andersen)‏ هو مدير فني أمريكي، ولد في 19 فبراير 1964 في سولت ليك في الولايات المتحدة.